# Farmacia
Ljekarnički lanac Farmacia je najveći privatni lanac ljekarni i specijaliziranih prodavaonica u Hrvatskoj, u vlasništvu Atlantic Grupe.
1.10.2013. sastojala se od 48 ljekarni i 17 specijaliziranih prodavaonica širom Hrvatske.
Farmacia pruža niz besplatnih ljekarničkih usluga poput usluge osobnog ljekarnika, škole nepušenja i škole zdravog mršavljenja.

## Vanjske poveznice
- Službena stranica